# Слободянюк Василь Іванович
Василь Іванович Слободянюк (2 квітня 1950, с. Пагурці Хмільницького району Вінницької області) — український художник,  заслужений майстер народної творчості України.

## Біографічна довідка
Народився 2 квітня 1950 року у Вінницькій області.
У 1968 році закінчив Івано-Франківське ПТУ № 14. В  1992 році закінчив художньо-графічний факультет Одеського державного педагогічного інституту.
Член Вінницької обласної організації Національної спілки художників України з 1992 року.
Працює у жанрах декоративно-прикладного мистецтва.

###### Твори
Скульптура: "Зловісний сон" (1990), "Надія" (1991).
Декоративне мистецтво: гойдалка "Ведмідь" (1989), іграшка "Ярило" (1991), "Кохання гетьмана" (2007).

## Нагороди
- Звання "Заслужений майстер народної творчості України" (2007)